# 弘前市立船沢小学校
弘前市立船沢小学校（ひろさきしりつ ふなざわしょうがっこう）は青森県弘前市細越字早稲田にある公立小学校。

## 沿革
- 1884年（明治17年）5月7日 - 宮舘に宮舘小学として開校。
- 1887年（明治20年）5月7日 - 鼻和小学と合併し、富栄に富栄尋常小学校を創立。
- 1889年（明治22年） - 強行尋常小学校（現：弘前市立高杉小学校）のうち、蒔苗の旧蒔苗小学の学区を編入。
- 1899年（明治32年）4月28日 - 高等小学校を併置し。富栄高等尋常小学校と改称。
- 1908年（明治41年）12月17日 - 校舎が全焼する。翌年細越に校舎を新築移転。
- 1941年（昭和16年）4月1日 - 国民学校令により、船沢国民学校と改称。
- 1944年（昭和19年）12月1日 - 弥生季節分教場設置。
- 1946年（昭和21年）4月5日 - 弥生季節分教場が通年制分教場となる。
- 1947年（昭和22年）4月1日 - 学校教育法施行により、船沢村立船沢小学校と改称。同日、船沢中学校を併置し、高等科生を中学校に移籍。
- 1950年（昭和25年）4月 - 船沢中学校校舎が独立分離。
- 1955年（昭和30年）
  - 3月1日 - 船沢村が弘前市に合併された為、弘前市立船沢小学校と改称。
  - 7月 - 校歌制定。
- 1956年（昭和31年） - 校旗樹立式。
- 1961年（昭和36年）4月1日 - 弥生分校が、弥生小学校として独立。
- 1967年（昭和42年）
  - 9月 - 岩木町上水道を学校飲料水として使用。
  - 11月 - 創立80周年記念式典挙行。
- 1968年（昭和43年）7月 - 学校プール竣工。
- 1973年（昭和48年）3月 - 体育遊具場設置。
- 1979年（昭和54年） - 現校舎完成[1]。
- 2014年（平成26年）4月1日 - 弘前市立弥生小学校を統合[2]。

## 学区
蒔苗、富栄、細越、折笠、宮舘、中別所

## 交通
- 弘南バス 「富栄」停留所下車
  - 賀田経由　弘前 - 弥生線
  - 蒔苗経由　弘前 - 船沢・三ツ森線
  - 蒔苗経由　船沢 - 聖愛高校線